# Nurme soo
Nurme soo är ett träsk i Estland.   Det ligger i landskapet Pärnumaa, i den sydvästra delen av landet, 110 km söder om huvudstaden Tallinn.